# Dimitrij Bludov

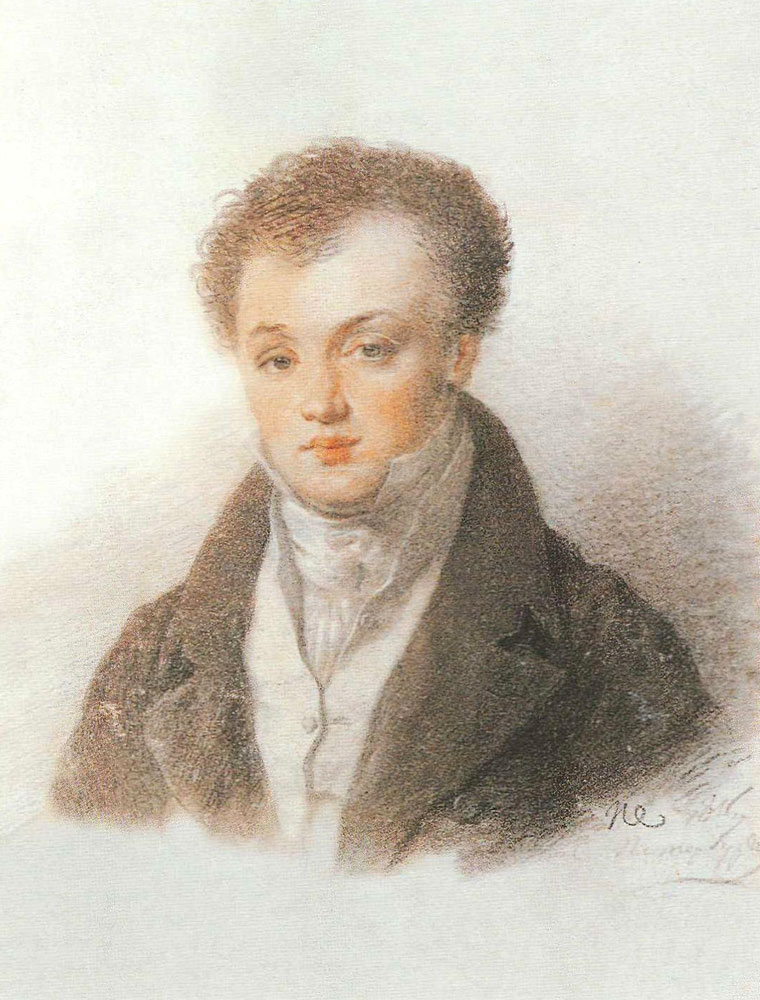
Dmitry Bludov som ung.

Dimitrij Nikolajevitj Bludov, född 16 april (gamla stilen: 5 april) 1785, 2 mars (gamla stilen: 19 februari) 1864, var en rysk diplomat och politiker.
Efter anställning vid ryska beskickningen i Amsterdam var Bludov 1812–1814 legationssekreterare i Stockholm och 1817–1820 chargé d'affaires i London. Han blev 1826 sekreterare i den efter dekabristupproret tillsatta undersökningskommissionen och snart dess egentlige ledare, och belönades med en statssekreterartjänst och utnämndes 1829 till geheimeråd. 1832 blev Bludov inrikesminister, 1839 justitieminister och president i riksrådets lagkommission, som under hans ledning fullbordade det stora lagkodifieringsarbetet som Michail Speranskij hade inlett. Under Bludovs medverkan togs också på 1840-talet de första stegen till livegenskapens upphävande. Efter en beskickning till Rom 1846–1847 och avslutandet av ett konkordat med påven var han ivrigt verksam för böndernas frigörelse, blev 1858 ordförande i centralkommittén för frågans utredande och kunde 1861 underteckna akten som gav nära 22 miljoner livegna sin frihet.